# 汪啓淑
汪 啓淑（おう けいしゅく、1728年 - 1800年）は、中国清朝中期の古印や名印の収蔵家・蔵書家・著述家である。生涯のうちに27種もの印譜を編集・出版し篆刻芸術の発展に尽くした。
字は慎儀、号は秀峯・訒葊・悔堂・秋室・退斎居士。居室は飛鴻堂・春暉堂・開万楼・琴硯楼・嘯雲楼・一泓斎・安拙窩・静楽居・居易葊・綿潭山舘・臨学山堂・聴泉精舎。篆刻を好み、印癖先生と称する。徽州府歙県の人。

## 略伝
清朝官吏（兵部職方司郎中）として長らく浙江杭州に赴任する。書物を自宅の開萬楼に大量に収蔵しており乾隆37年（1772年）、乾隆帝が散逸した書物を探す勅命を発したときにこれに応じて600種以上の書籍を献上した。印章の収集に明け暮れ、古代から清まで歴代の古印・名印を金品を惜しまず収集し、その数は数万方に上ったという。さらには優れた印人を招き万の位に及ぶ印章を刻させた。
篆刻に対する最も大きな功績は、こうして集めた印章を元に非常に丹念に印譜を作成し出版したことである。その数27種。智龕によればそのうち16種が現存している。特に大著『飛鴻堂印譜』は日本でも翻刻され当時黎明期であった日本に大きな影響を与えた。また周亮工『印人伝』に倣い、『続印人伝』を著したが当時の128人の印人の伝記を伝える貴重な資料となっている。
自らも篆刻をしたが、伝存はわずかである。

## 編集・出版
- 印譜
  - 『飛鴻堂印譜』全5集（40巻）・乾隆14年（1749年）
  - 『春暉堂印始』4巻・乾隆14年（1749年）
  - 『漢銅印叢』12巻・乾隆17年（1752年）
  - 『錦嚢印林』上下巻・乾隆19年（1754年）
  - 『秋室印賞』4巻・乾隆21年（1756年）
  - 『袖珍印賞』4巻・乾隆21年（1756年）
  - 『臨学山堂印譜』6巻・乾隆24年（1759年）
  - 『訒葊集古印存』32巻・乾隆25年（1760年）
  - 『古銅印叢』4巻・乾隆31年（1766年）
  - 『退斎印類』10巻・乾隆32年（1767年）
  - 『漢銅印源』16巻・乾隆34年（1769年）
  - 『秋室印賸』1巻・乾隆37年（1772年）
  - 『静楽居印娯』4巻・乾隆43年（1778年）
  - 『悔堂印外』4巻・乾隆53年（1788年）
  - 『安拙窩印寄』8巻・乾隆54年（1789年）
  - 『武夷名勝』1巻
- 著述
  - 『続印人伝』8巻・乾隆54年（1789年）
- 詩文
  - 『焠掌録』
  - 『水曹清暇録』
  - 『小粉場雑識』